# Nopalea gaumeri
El xpakan (Nopalea gaumeri) es una planta perteneciente a la familia de los cactos (Cactaceae). 

## Clasificación y descripción
Arbustiva, de 2-3.5 m de alto, muy ramificada. Ramificación abierta. Tronco cilíndrico de 1.8 m de alto, espinoso, espinas numerosas blanco-grisáceas Cladodios delgados, angostamente obovados, con la base muy angostada y muy larga, ápice obtuso, en general no zigomorfos, de 12-14 x 2-10 cm, verde claro, con podarios ligeramente elevados alrededor de la areola. Epidermis glabra. Aréolas circulares, dispuestas en 7-8 series, de 4.6 x 3.5 mm, distantes entre sí 1-2 cm y entre series 2.5 cm. Glóquidas amarillas. Espinas 4-9 (-14), aciculares, desiguales, de 1.5-15 (-20) mm de largo, amarillentas cuando jóvenes. Flores de 45-65 mm de largo; pericarpelo angostamente obovados, con podarios prominentes como mamilas, areolas obovadas dispuestas en 5 series con fieltro amarillo prominente, espinas de 0-1 amarillentas, gloquidas amarillas dispuestas en el centro de la areola; segmentos exteriores oblongos, de 5 mm de largo, rojos, ascendentes, los interiores hasta de 12 mm de longitud, color de rosa; estambres largamente exertos de color rosado y anteras blancas; estilo más largo que los estambres; lóbulos del estigma 6, verdosos. Frutos obovoides, de 3 cm de largo, rojos, sus numerosas aréolas llevan espinas y glóquidas amarillas, son profundamente umbilicados. Semillas como de 4, con margen angosto y testa delgada. Florece de febrero a junio y fructifica de marzo a julio.

### Características distintivas para la identificación de esta especie
Planta arbustiva a arbórea, 2-3.5 m, ramificada. Tronco 1.8 m, dicotómico, espinoso, no forma ramificación abierta. Cladodios delgados, lineal-oblongos con la base muy angostada y muy larga, ápice obtuso, ancho, en general no zigomorfos. Aréolas en 7 series, elevadas, tubérculos bajos. Glóquidas amarillas. Espinas 4-9, aciculares, desiguales, amarillentas. Flores de 50-65 mm de largo, rosas. Frutos obovoides, rojos, espinas y glóquidas amarillas, umbilicados. Aunque Catalogue of Life considera que Nopalea gaumeri es una sinonimia de Nopalea inaperta.

## Distribución
Yucatán, Campeche. Especie microendémica de las costas de Yucatán y alrededores.

## Ambiente
El clima donde se encuentra esta especie es Aw (por lo menos hay un mes en el que caen menos de 600 mm de lluvia), aunque también hay algunos sitios con clima seco BS (clima árido continental <600mm) y Cw (clima templado húmedo con estación invernal seca) El mes más húmedo del verano es diez veces superior al mes más seco del invierno). Altitud de 900-1400 m. Hábitat, se posiciona en áreas con suelo somero y pedregoso, regosol o rendzinas o Kankan (rojo). Tipo de vegetación, bosque tropical caducifolio.

## Estado de conservación
Especie no considerada bajo ninguna categoría de protección de la NOM- 059- ECOL-SEMARNAT- 2010.